# 七窪駅
七窪駅（ななくぼえき）は、山形県鶴岡市下川にあった、庄内交通湯野浜線の駅（廃駅）である。湯野浜線廃止に伴い1975年（昭和50年）4月1日に廃止された。

## 歴史
- 1934年（昭和9年）4月：付近の七窪思恩園が駅設置を請願[1]。
- 1937年（昭和12年）4月10日：仮停留所として旅客取扱、11月30日まで[2]。
- 1940年（昭和15年）7月1日：庄内電鉄の駅として開業。
- 1943年（昭和18年）10月1日：庄内交通の駅となる。
- 1975年（昭和50年）4月1日：廃止。

## 駅構造
島式ホーム1面2線を有する地上駅。列車交換が可能な駅であった。かつては電車庫が併設されていたが、晩年に撤去された。

## 駅周辺
- 湯野浜 ひばり保育園

## 隣の駅
庄内交通
湯野浜線
善宝寺駅 - 七窪駅 - 湯野浜温泉駅